# Waldo Mendoza Bellido
Waldo Epifanio Mendoza Bellido (Ayacucho,[cita requerida] 7 de abril de 1960) es un economista peruano. Fue desde el 18 de noviembre de 2020 hasta el 28 de julio de 2021 ministro de Economía y Finanzas del Perú en el Gobierno de Francisco Sagasti.

## Biografía

### Estudios realizados
Waldo Mendoza realizó sus estudios Primarios y Secundarios en Huamanga. Es licenciado en Economía por la Universidad Nacional de San Cristóbal de Huamanga. Magister y Doctor en Economía de la Pontificia Universidad Católica del Perú (PUCP). 

### Curso de verano del BCRP
Desde 1961, el Banco Central de Reserva del Perú propone anualmente un curso de verano para los mejores 30 estudiantes de Economía del país. Luego de intentarlo en 1982, Waldo Mendoza accede la curso en 1983 junto con Zenón Quispe. Fueron los dos primeros alumnos de la Universidad de Huamanga en acceder a dicho programa.
Durante sus estudios, el mayor reto de esos días fue, según ambos, aprobar la asignatura de Macroeconomía, que ese año estuvo a cargo del catedrático estadounidense Thomas Reardon. Los nuevos conceptos y ejercicios matemáticos de macroeconomía avanzada ya eran suficiente problema para ambos alumnos ayacuchanos cuando, en la primera clase, se enteraron de que los dos libros básicos estaban en inglés. Reardon, por entonces candidato a PhD de la Universidad de California, había traído documentación del ambiente académico estadounidense que ni siquiera estaban traducidas al español.
Ni Mendoza ni Quispe tenían las nociones suficientes del idioma. «Al principio, un compañero de Lima aceptó darnos una mano con la traducción, pero luego ya se le complicaba con sus propios estudios y no podía seguir», comenta Quispe. Para no abandonarlos a su suerte, les recomendó un amigo suyo que sabía inglés. Ahora tenían que convencerlo de brindarles su ayuda y, sobre todo, de hacerlo en un tiempo récord. 
Fue este muchacho quien tuvo una ocurrencia que permitió a Quispe y Mendoza superar semejante obstáculo: en lugar de complicarse con la transcripción, tradujo uno de los libros en voz alta mientras una grabadora iba registrando todo en un casete. Así, con el texto convertido en una voz reconocible, pudieron estudiar macroeconomía dinámica de un nivel que no habían visto en su experiencia universitaria. «El solo hecho de recibir una respuesta de ese tipo nos daba aliento para seguir», dice Quispe.
Al final del curso, Mendoza y Quispe quedaron entre los tres primeros lugares del programa. Este logro les dio acceso a una beca para una maestría en la Universidad Católica.

## Vida política
De 2001 a 2005 se desempeñó como director general de Asuntos Económico y Sociales del Ministerio de Economía y Finanzas.
Fue miembro del directorio del Consejo Nacional de Descentralización (CND) y de Petroperú.
En agosto de 2005 fue designado Viceministro de Hacienda por el presidente Alejandro Toledo, luego de la renuncia de Luis Carranza. Permaneció en el cargo hasta mayo de 2006 en las gestiones ministeriales de Pedro Pablo Kuczynski y Fernando Zavala. 
Se desempeñó como Jefe del Departamento de Economía de la PUCP, y laboró en ese centro de estudios, como profesor e investigador, desde 1989.
De 2015 a 2016 fue miembro del Directorio del Banco Central de Reserva del Perú en representación del Poder Ejecutivo.

### Ministro de Economía y Finanzas
En noviembre de 2020 fue nombrado Ministro de Economía y Finanzas por el presidente Francisco Sagasti.

## Libros publicados
Es autor de más de un centenar de artículos científicos relacionados con la economía
- Flujos  de  capital y desempeño  macroeconómico. Amarice  del  Sur  1980-1999 (1999)
- La efectividad de la política fiscal en el Perú: 1980-2006 (2008)
- Macroeconomía. Un marco de análisis para una economía pequeña y abierta (2006)
- Modelo de análisis de políticas en la economía peruana (2004)
- Perú: Comentarios al Informe de Seguimiento de las Metas de Convergencia Macroeconómica, Perú 2006 (2007)
- Política Comercial, Crisis Externa e Impacto sobre el Sector Agropecuario Peruano (2011)
- Modelos macroeconómicos para una economía dolarizada (2002)
- Flujos de capital y desempeño macroeconómico en América del Sur, 1980-1999 (2000)
- Las barreras al crecimiento económico en Cajamarca (2011)
- Las barreras al crecimiento económico en Loreto (2012)

| Predecesor: José Arista   | Ministro de Economía y Finanzas del Perú 18 de noviembre de 2020 - en cargo | Sucesor:             |
| Predecesor: Luis Carranza | Viceministro de Hacienda del Perú 1 de agosto de 2005 - 26 de julio de 2006 | Sucesor: José Arista |